# Comediehuset
|  | For teatret i Göteborg, se Comediehuset (Göteborg) |
Comediehuset var et lille teater i København indrettet i et tidligere restaurationslokale i ejendommen på hjørnet af Ny Østergade og Christian IX's Gade. Bygningen er V-formet, hvilket gjorde teaterrummet asymetrisk, men det havde plads til en scene og godt 100 tilskuere.
Teatret blev åbnet i 1965 af Jan Zangenberg, som ud over sine egne opsætninger også arrangerede gæstespil af udenlandske teatre. Zangenberg ledte teatret til 1969, hvorefter Det Kongelige Teater overtog det som eksperimentalscene. De anvendte det således frem til 1985, dog med en pause fra 1981-83.  